# Code 46
Code 46 ist ein britischer Science-Fiction-Film von 2003 des Regisseurs Michael Winterbottom. Der Film ist eine dystopische Liebesgeschichte, die mögliche Auswirkungen der Biotechnologie zeigt.

## Handlung
In der näheren Zukunft ist die Erde überbevölkert und ökologisch schwer verwüstet. Die Bevölkerung ist geteilt in diejenigen, die „drinnen“ leben, in dicht bevölkerten Städten, physisch isoliert von „draußen“, wo die Armen leben. Zugang zu und Reisen zwischen den Städten sind stark eingeschränkt und durch Visa reguliert. (Im Film heißen sie „papeles“ – spanisch: „Papiere“ –, ein Wort aus der globalen Pidgin-Verkehrssprache, die Elemente aus dem Englischen, Spanischen, Französischen, Italienischen, Arabischen, Farsi und Mandarin enthält.) Die Bewohner der Städte gehen nur nachts nach draußen und bleiben tagsüber in Gebäuden, weil das Sonnenlicht ihre Gesundheit gefährdet, vermutlich wegen der zerstörten Ozonschicht. Die Regierungsform scheint autoritär zu sein, und die Gesellschaft wird durch verschiedene Codes geregelt. Der im Titel genannte Code verbietet „genetisch inzestuöse Fortpflanzung“, die zugenommen hat aufgrund weit verbreiteter Technologien wie dem Klonen.
Hauptfigur ist William Geld aus Seattle, der Fällen von Versicherungsbetrug nachgeht. Er wird nach Shanghai geschickt, um in der Firma „Die Sphinx“, die Dokumente für Versicherungsdeckung herstellt, Angestellte zu untersuchen. William soll herausfinden, ob und welche Angestellten Dokumente fälschen und schmuggeln.
Mit Hilfe eines genetisch hergestellten „Empathie-Virus“ kann William nicht genannte Informationen von Leuten bekommen, wenn sie freiwillig etwas über sich verraten. Nachdem er viele Angestellte der „Sphinx“ befragt hat, identifiziert er eine junge Arbeiterin namens Maria Gonzalez als die Fälscherin der Dokumente. Maria sagt William, dass sie an jedem ihrer Geburtstage denselben Traum hat: Sie fährt mit der U-Bahn, um jemanden zu treffen, weiß aber nicht wen. An jedem Geburtstag ist sie eine Station näher an ihrem Ziel, wo sie erwartet, die Person zu treffen, nach der sie sucht. William ist gefesselt von ihr, und statt sie bei der Sicherheit zu melden, nennt er einen anderen Angestellten als den Fälscher. William folgt Maria, sie essen zu Abend und gehen in einen Nachtclub. Maria vertraut dem Mann, der sie verhaften könnte, und enthüllt, wie sie die Dokumente aus der Firma schmuggeln konnte. Ein Mann namens Damian tritt auf und bekommt ein Dokument von Maria. Er ist ein Naturforscher, der nach Delhi reisen möchte, um Fledermäuse zu studieren. William moniert, dass Damian das Dokument bekommt. Er deutet an, dass er Maria anzeigen könnte, aber sie vertraut instinktiv darauf, dass William das nicht tun wird. Er erklärt, dass es gerechtfertigte Gründe gebe, warum Damian das Dokument nicht legal bekommen kann. Aber Maria glaubt, dass es sich lohnt, Risiken einzugehen, um die eigenen Träume wahr werden zu lassen, und niemand ein Recht hätte einzuschreiten, wenn die, denen sie hilft, bereit sind, die Risiken einzugehen.
William und Maria gehen zu ihrer Wohnung, wo sie eine Nacht der Leidenschaft verbringen. Dort zeigt Maria William ihr „Erinnerungsbuch“ (ein E-Buch, das anscheinend Erinnerungen des Benutzers in Videos umwandelt), das Erinnerungen an ihre Eltern und nahen Freunde enthält. Andere Videos zeigen, wie sie Dokumente an andere Leute weitergibt. Maria sagt, sie finde diese Menschen schön; ihre Augen seien voll Verlangen und Träumen und sie will ihnen helfen. Als Maria schläft, findet William ein gefälschtes Dokument in ihrem Raum, das er mitnimmt. Williams Visum läuft am nächsten Tag aus, also kehrt er zu seiner Familie zurück. Auf dem Weg zum Flughafen gibt er das gefälschte Dokument einem armen Straßenhändler, ein Akt der Menschlichkeit, der das Leben des Händlers verändern könnte. Ein paar Tage später hört er, dass Damian in Delhi gestorben ist – durch ein Virus, gegen das er keine Immunität hatte. Seine Vorgesetzte tadelt William, weil er den wahren Fälscher bei „Sphinx“ nicht gefunden hat. William behauptet, er sei mit dem Empathie-Virus nicht zurechtgekommen, und meint, jemand anders solle gehen. Aber er muss nach Shanghai zurückgehen und die Aufgabe beenden.
Zurück in Shanghai entdeckt William, dass Maria weg ist. Ihre Wohnung ist verlassen, und der einzige Hinweis ist ein Termin, den sie in einer Klinik vereinbart hat. Er geht zu der Klinik und findet heraus, dass Maria schwanger war, aber dass die Schwangerschaft wegen Verletzung von Code 46 beendet wurde. William weiß jetzt, dass Maria mit ihm verwandt sein muss, hat aber keine Ahnung, wie das möglich ist. Inzwischen haben die Behörden auf die Verletzung von Code 46 reagiert und Marias Erinnerung an den Mann, der sie geschwängert hat, gelöscht. Weil William sie nicht verraten hat, haben sie sonst nichts unternommen. William entdeckt, dass Maria für die Gedächtnislöschung in eine andere Institution gebracht wurde und geht dorthin, um sie zu befreien. Dies schafft er, indem er behauptet, sie sei eine Zeugin für seine Untersuchung. Nachdem sie entlassen wird, erinnert William sie an ihre Zeit zusammen, die auch im Erinnerungsbuch ist, und ihre Liebesgefühle für ihn kehren zurück. Als sie schläft, nimmt William ein Haar von Maria, von dem er eine DNA-Analyse machen lässt (ähnlich wie in Gattaca). Er findet heraus, dass Maria zu 50 % genetisch mit ihm identisch ist – sie ist ein Klon seiner Mutter, die ein Retortenbaby war. Dieses Wissen beeinflusst Williams Gefühle nicht, aber er verrät Maria die Information nicht.
Die beiden reisen nach Jebel Ali im Nahen Osten, wofür sie kein Visum brauchen. Sie verstecken sich in der Altstadt, wo sie ein Zimmer mieten. William entdeckt, dass nicht nur Marias Gedächtnis gelöscht wurde, sondern sie auch ein Virus bekommen hat, das einen starken Adrenalinrausch auslöst, wenn es zu physischem Kontakt mit der Person kommt, mit der zusammen Code 46 verletzt wurde. Trotzdem möchte Maria noch einmal mit William schlafen, also lässt sie sich von ihm fesseln, um zu verhindern, dass sie ihn schlägt oder verletzt.
Danach fällt Maria in einen schlafwandlerischen Zustand (auch durch das Virus verursacht), der sie dazu zwingt, die erneute Verletzung von Code 46 den Behörden zu melden. Sie tut dies unbewusst, während William über das Virus Bescheid weiß. Sie mieten ein altes Auto und fahren weg, um den Behörden zu entkommen. Schließlich kommt es zu einem Autounfall, und beide werden bewusstlos. Als William aufwacht, ist er wieder in Seattle bei Frau und Kind. Er hat keine Erinnerung an Maria oder den Bruch von Code 46 – alle seine Erinnerungen an sie und ihre Zeit zusammen sind gelöscht worden. Die Behörden hatten William vor Gericht gebracht, aber entschieden, dass der Empathie-Virus sein Urteilsvermögen beeinflusst hat. Er versucht, das Empathie-Virus zu benutzen, um die Gedanken seines Sohns zu lesen, als er vom Krankenhaus zurückfährt, aber erfolglos. Maria ist härter bestraft worden – sie wird ins Exil in das verwüstete Land „draußen“ geschickt. Allerdings hat sie ihre Erinnerungen an William behalten, und ihr U-Bahn-Traum vervollständigt sich; die Person, die sie an der letzten Haltestelle trifft, ist William.

## Code 46
Artikel 1 besagt: Menschen, die zu 100 %, 50 % oder 25 % miteinander verwandt sind, dürfen zusammen keine Kinder haben. Wenn es trotzdem zu einer Schwangerschaft kommt, muss sie beendet werden. Wenn die Verwandtschaft nicht bekannt war, kann ein medizinischer Eingriff erfolgen, um weitere Verstöße gegen Code 46 zu verhindern. Wenn sie bekannt war, liegt ein Verbrechen vor.

## Trivia
- In der Szene im Karaoke-Club singt ein Karaoke-Gast den bekannten Song Should I Stay or Should I Go? von Mick Jones von The Clash. Dies ist ein Cameo-Auftritt des bekannten Sängers Mick Jones als Karaoke-Sänger selbst, was als humorvoller Filmbeitrag bewertet wird, da der Song auch im Original von ihm stammt. Da die Szene mehrmals gedreht werden musste, kommt er jedoch bei seinem eigenen Text ins Stolpern und singt versehentlich "If I go there will be trouble. If I GO it will be double". Gemäß der bekannten Originalaufnahme des Songs müsste der Songtext jedoch "If I go there will be trouble. If I STAY it will be double" heißen. Schlussendlich bleibt die falsche Version als sogenannter Goof im Film bestehen.[2]
- 46 ist (wohl nicht zufällig) die Anzahl der Chromosomen (23 Paare) in der menschlichen DNA.
- Im Film faktisch unrealistisch dargestellt wurde allerdings die Verhältnismäßigkeit bei genetisch enger Verwandtschaft. Zwei nicht verwandte Menschen können keine genetische Verwandtschaft von 0 % haben und zwei völlig unabhängige genetisch nicht verwandte Elternteile erzeugen auch keine genetische Verwandtschaft von 50 % zwischen sich und ihren Kindern. Sogar die DNA zwischen Menschen und Schimpansen sind in Wahrheit zu ca. 98,7 % identisch. Dies war aber eine künstlerische Entscheidung im Film.[3]

## Kritiken
Lexikon des internationalen Films: „Der Film verzichtet auf genreübliche Effekte, benutzt vielmehr das urbane Design moderner Metropolen als Hintergrund einer um Identität und persönliche Freiheit kreisenden Science-Fiction-Story. Er entwirft dabei die Schreckensvision einer kontrollierten und hermetischen Welt, die auch in ihren Extremen nur eine kurze Spanne von der Gegenwart entfernt ist und eine Atmosphäre existenzieller Angst vermittelt. Formal von kühler, unemotionaler Konsequenz.“

## Auszeichnungen (Auswahl)
- Regisseur Winterbottom wurde 2003 für einen Goldenen Löwen nominiert.
- Joakim Sundström wurde 2005 für den Besten Sound für einen Golden Satellite Award nominiert.